# Blind (luik)

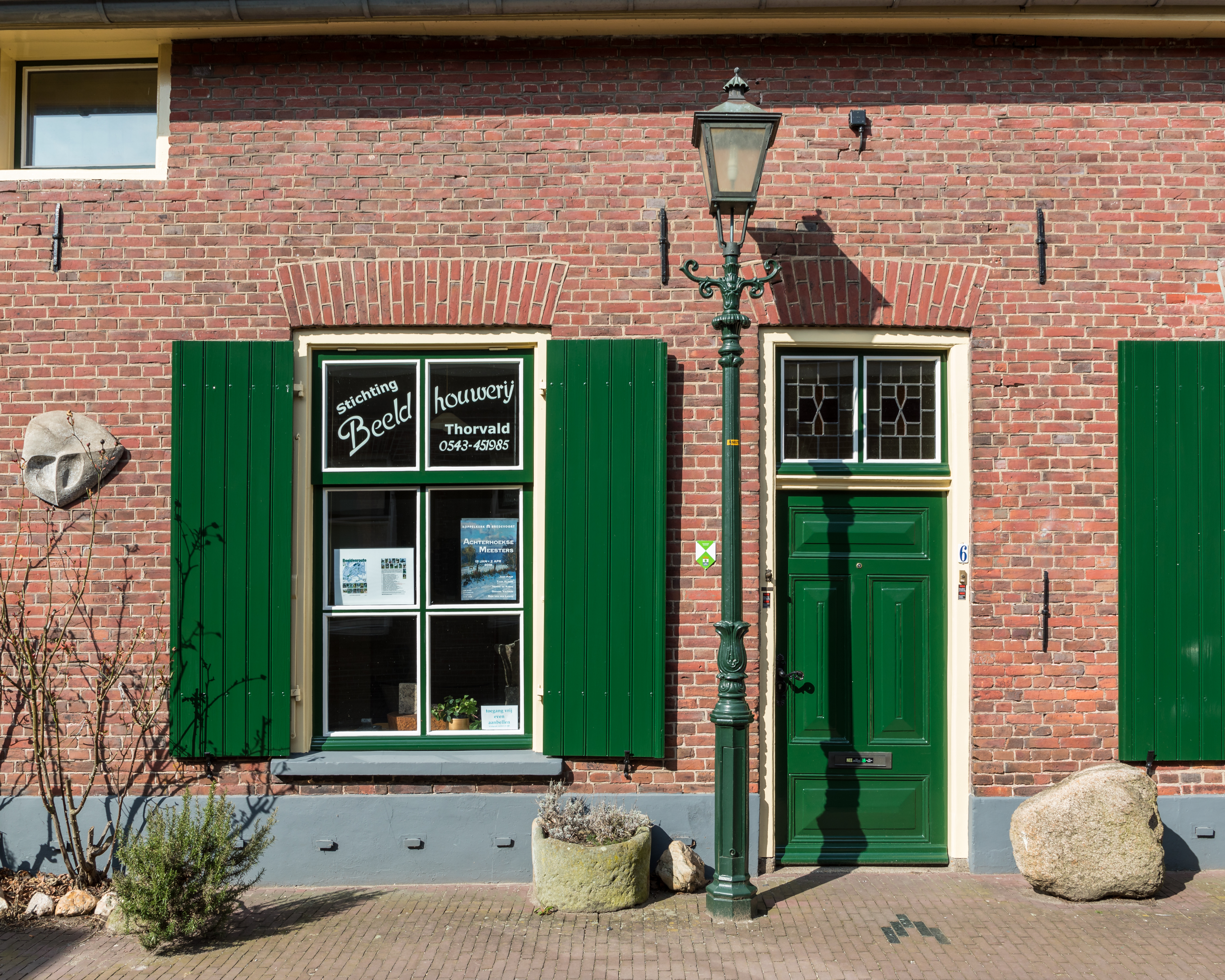
Luiken aan een winkel in Bredevoort

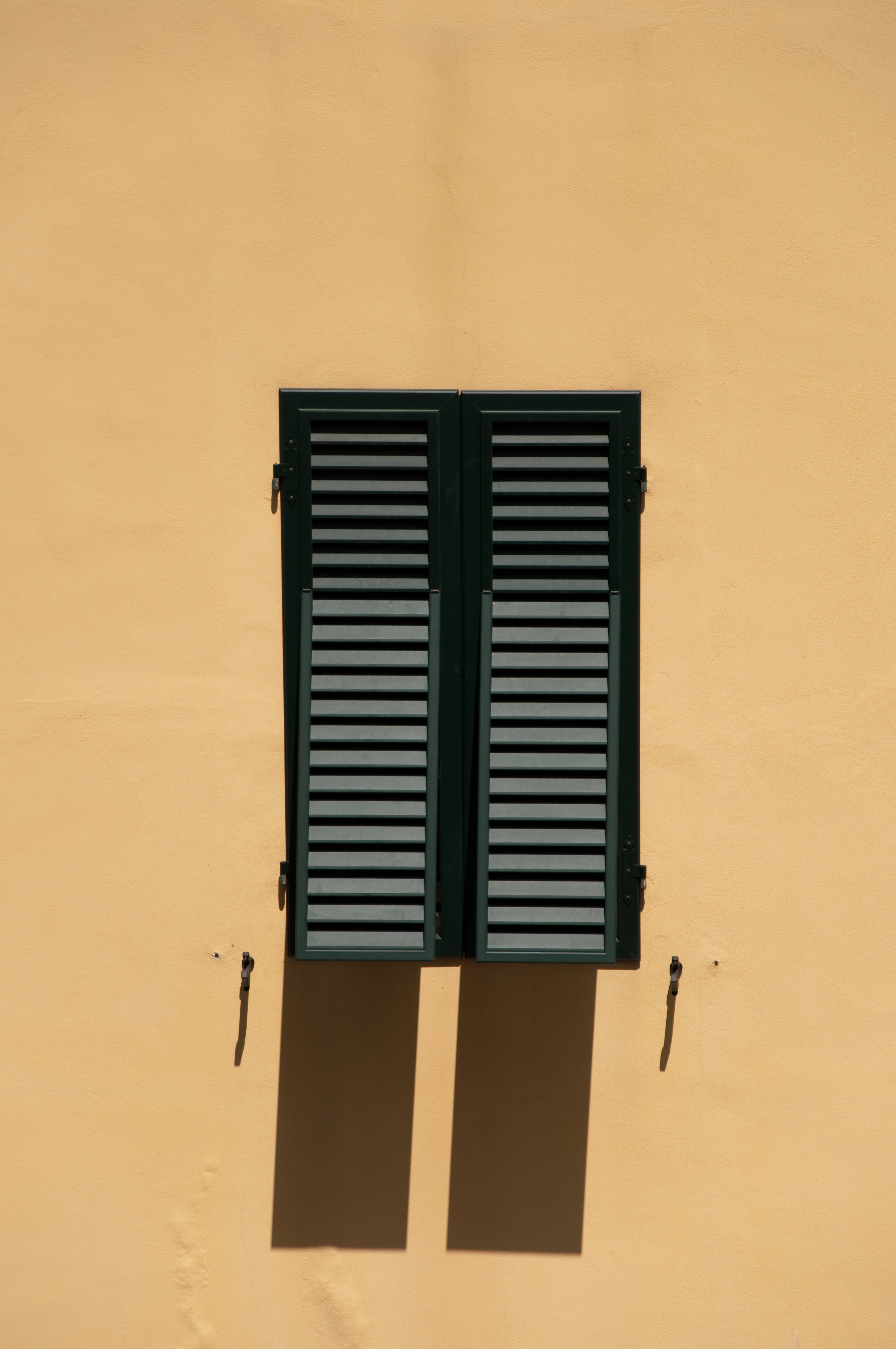
Gesloten luiken tegen zoninstraling

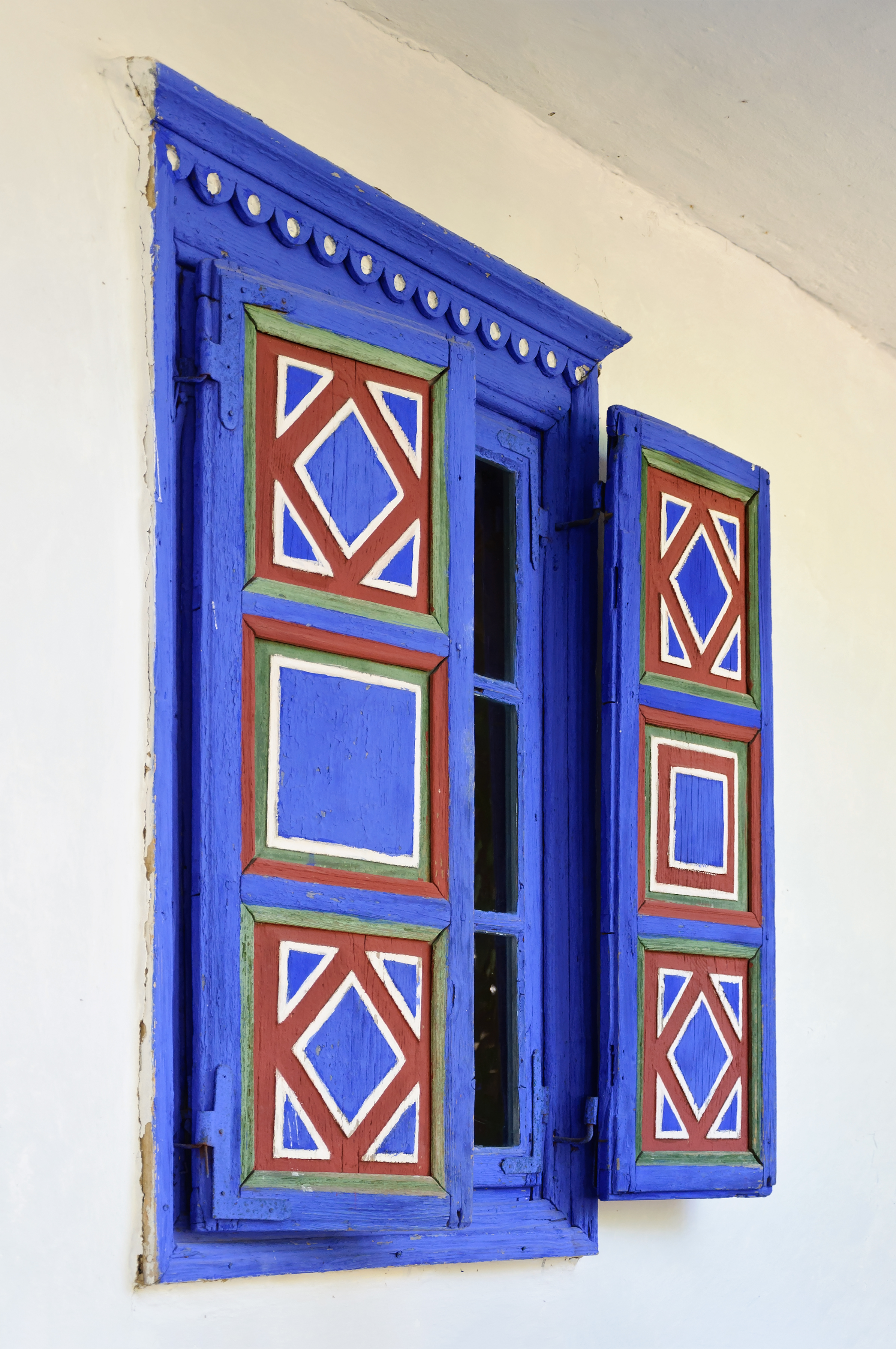
Kleurrijke luiken in Roemenië

Een blind (soms: raamblind of raamluik) is een horizontaal draaibaar paneel, meestal van hout, waarmee een venster kan worden afgesloten tegen zonlicht en inbrekers. Komt zowel binnen als buiten voor. In het algemeen zijn er twee blinden per raam.
In vroeger tijd diende het ook om koude of warmte buiten te sluiten. Vóór de introductie van vensterglas waren blinden het enige middel om te voorkomen dat weer en wind tot in de woning voelbaar waren.
In sommige streken, zoals in Overijssel, is aan de beschildering van de blinden te zien bij welk landgoed het huis behoort. Blinden hebben tegenwoordig soms slechts een decoratieve functie.
Er zijn ook luiken die kunnen worden opgerold, de zogeheten rolluiken.

## Beschildering van luiken
Een klassiek patroon op luiken is de zogenaamde zandloper (soms ook diabolo genoemd). De diagonalen verdelen het luik daarbij in vier driehoeken, die dan om en om gekleurd worden, vaak rood en wit.
Boerderijen die behoren of behoorden tot een landgoed of kasteel hebben nu de zandloper vaak geschilderd in de kleuren van het wapen dat behoorde aan de vroegere eigenaar van het kasteel, bijvoorbeeld zwart en wit (Duitse Orde), rood en groen, geel en blauw. Het gebruik van het zandloperpatroon is nu nog steeds terug te vinden als een traditionele versiering van luiken van oude gebouwen en boerderijen.

## Traditie en mythe
Vaak wordt - zonder bronvermelding - herhaald dat de kleuren van de als zandloper beschilderde luiken van boerderijen, ook vroeger werden geschilderd in de kleuren van het wapen van de eigenaar van het kasteel. Wat een traditie lijkt te zijn, is echter vermoedelijk het resultaat van 19e-eeuwse romantiek.
Ten minste sinds de 16e eeuw, als buitenschilderwerk een meer normale zaak werd, werden luiken van kastelen met heraldische kleuren beschilderd. Het gebruik zou uit de middeleeuwen kunnen stammen, maar daarover is niets bekend. 
Wat we nu zandloperfiguren noemen, waren al in de 17e eeuw algemeen en al vanaf de 16e eeuw in gebruik. Sinds het midden van de 18e eeuw hadden echter de meeste bewoond gebleven adellijke huizen helemaal geen luiken meer.
De luiken waren, zolang de benedengedeelten van de veelal toegepaste kruisvensters nog niet van glas waren voorzien, normaal gesloten en meestal aan de buitenzijde beschilderd. Zeker op het platteland was dat tot de 18e eeuw nog het geval. De meeste moderniseringen vonden na omstreeks 1745 plaats. Als men later de luiken heraldisch wilde beschilderen, kwam men in de verleiding niet de buitenkant maar de binnenkant te beschilderen.
Het nu op diverse landgoederen voorkomende gebruik om ook luiken op pachtboerderijen van kleuren te voorzien van de (voormalige) eigenaar van het kasteel, is niet gebaseerd op een oude traditie.

## Betekenis van zandloperfiguur
Luiken, deuren en poorten van oude kastelen, boerderijen en sommige huizen in steden worden nog steeds versierd met een figuur die lijkt op een zandloper. Ondanks de uiterlijke gelijkenis hadden vermoedelijk niet veel boeren vroeger de behoefte een symbool voor vergankelijkheid op hun luiken te schilderen. Waarschijnlijker is dat de figuur verwees naar een ingekleurde afbeelding van het schuinkruis (andreaskruis), zoals die ook vaak voorkomt op stiepeltekens, bovenlichten, tuugkisten en metseltekens. Deze figuur komt ook terug in het zonnerad en werd vroeger geschilderd aan de buitenkant van de gesloten luiken. Het gebruik van het symbool van het schuinkruis op luiken, al dan niet geschilderd, diende dan als bescherming tegen onheil.

## Patronen op luiken

Schuingevierendeeld figuur, lijkend op zandloper. Is een creatieve weergave van het schuinkruis.
Schuingevierendeeld figuur, lijkend op zandloper, met wisselrondje.
Variant op zandloperfiguur, met 8 driehoekjes, wordt in de heraldiek 'gegeerd' genoemd.
Kruising tussen zandloperfiguur en gegeerd, met 6 driehoekjes.
Keper. Heraldische benaming voor een figuur in de vorm van een ^, dat een dakje weergeeft.

## Trivia
- Oogleden van een mens worden ook wel de blinden genoemd.